# Wピンチ!!
『Wピンチ!!』（ダブルピンチ）は亜月亮による日本の少女漫画。『りぼん』（集英社）にて、2000年1月号から2001年5月号にかけて連載された。単行本は全4巻。スピンオフ作品の『猪神家の一族』についても本項で扱う。

## 概要
二重人格の少女を主人公としたハイテンションラブコメディ。同じ少女の体に宿っているふたつの人格が、それぞれ性格が全く違い、好きな異性も別、という不思議でややこしい状態で恋愛模様を繰り広げる。主に「C県M市」が舞台となるが、著者の出身地である島根県も重要な場所として登場する。
著者の過去作である『爆風シンデレラ戦線』に登場した「白鳥女学館」が登場し、短編『すきゃんだるPAPA』（単行本『電動王子様タカハシ』収録）のキャラクターが数コマ程度登場する。
本作には著者の友人である漫画家の高月悟里、榎本ちづる、槙ようこ、藤田まぐろなどがアシスタントとして関わっており、また、同時期に同誌で連載中だった小花美穂の『パートナー』のキャラクターがカメオ出演している。

## あらすじ
女子中学生の河合ありさは、幼少時は転勤族の両親に連れられて全国各地へ転校を繰り返していた。現在は、兄とマンションで二人暮らしをし、Ｃ県Ｍ市の近藤学園中学校に通う日々を送っている。気弱な性格のためか各学校で必ずいじめのターゲットにされ続けていたありさは、クラスメイトからパシリとしてこき使われる惨めな日々を送っていた。道路の中央で我が身を嘆き物思いに耽っていたありさは、犬を連れた少年の自転車と接触事故を起こしてしまう。幸い双方に怪我はなかったが、その少年は「呆けてんなや だらっ!!」と地方の訛りがある罵り言葉を残して去っていった。「だら」とは島根の方言で「馬鹿」という意味だと心当たりがあり、小学3年生の時に住んでいたはずだが、当時のことを思い出そうとしても、何故かありさの記憶には空白ができていた。実は”ありさ”のいじめられっ子気質は生来のものではなく、島根にいた頃までは正反対のいじめっ子気質で、各地の小学校でガキ大将を倒しては力尽くでボスの座を奪い取る、”アリサ”という獰猛な子供であった。ところが、ある日を境にいじめっ子のアリサが消え、気弱なありさになってしまったのだった。
翌日、事故相手の少年・八代暁名が転校生としてありさのクラスに現れた。彼はありさの名前を知るや、一方的に激昂して掴みかかってきた。暁名はアリサが島根にいたころに散々いじめて下僕（しもべ）にしていた相手で、匿名で届けられた怪文書を手がかりに、小学生時代の復讐を行うため転校してきたという。しかし、ありさは暁名を覚えておらず、アリサの悪行も知らない。激怒する暁名相手にひたすら怯えるしかなかったありさは、憧れているクラスメイトの少年・猪神由貴にかばわれてひとまずその場を切り抜けたが、人気のある猪神に公然と守られたことでいじめっ子たちからの反感を買ってしまう。後に複数の女子生徒に囲まれて激しく罵倒されたありさは、小突かれて階段から落ちそうになった瞬間、数年ぶりにアリサの人格を目覚めさせた。アリサはすぐさまいじめっ子たちを叩きのめし強制的にバンジージャンプさせ、相手の戦意を奪った。
大きなショックを受けるとアリサを目覚めさせてしまうようになったありさは、二つの人格が交互に現れる二重人格者となってしまった。暁名と同じようにして謎の手紙に呼び寄せられたかつての下僕たちと次々に戦うことになり、アリサに頼るだけでなく徐々にありさ自身も強さを獲得していくのだった。

## 登場キャラクター

### 主人公
河合ありさ（かわい ありさ）
本作の主人公。近藤学園中等部2年C組に通う14歳の少女。身長158センチメートル。弱気ないじめられっ子のありさと、強気ないじめっ子のアリサとの、二つの人格を持つ。作中では“ありさ”がより主人公らしく扱われているが、過去の因縁の鍵を握るのは“アリサ”である。
髪はウェーブがかったセミロングで、カラーではオレンジ、モノクロではスクリーントーンで表現される。
転勤族の両親に連れられ、幼少の頃から日本全国を渡り歩いている。本編開始時には年子の兄・伊世と二人暮らしをしてC県M市に定住しているが、それ以前は判明しているだけでも島根、熊本、埼玉、栃木、京都、高知、岡山、青森に住んでいたことがあるが、順番は不明。
島根に住んでいた小学3年生の時までは、本来の名前表記は“ありさ”であるが、「カタカナの方がかっこいい名前だから」と“アリサ”を名乗るガキ大将気質の少女だった。島根にて八代暁名との間で起こったある事件にショックを受け、直後に階段から落ちて頭部を打った上に熱を出して寝込み、目覚めた時には以前とは全く異なる気弱な“ありさ”となっていた。以降はずっとありさの人格でいたが、中学2年生になって暁名との再会がきっかけでアリサの人格が復活し、二つの人格が交互に現れる多重人格状態となった。ありさでいる時に衝撃的な事態に遭遇するとアリサに変わり、暁名の飼い犬のトト丸にふれるとありさに変わる。
終盤には暁名の発言によって再度放心状態となり石段から転落し、一時的に亜理沙という生真面目で優等生気質の人格が発生。暁名のことも忘れてしまい、ありさにもアリサにも変わらなくなってしまったが、最終的には全ての人格を統合したARISAに落ち着くこととなった。
劇中アニメ『ドラゴン拳白書』のファンであり、下僕たちと戦う際にはその必殺技を好んで繰り出す。ただし、”ありさ”の時は完成度が不十分で、失敗に終わることも多い。
ありさ
石段から転げ落ちてしまったのを機に、“河合ありさ”から後発的に生まれた人格。髪を二つのおさげにしている。アリサでいる時の記憶を持たず、小学校3年生以前の記憶も朧げだったが、徐々に思い出していく。
内気で大人しく、行く先々の学校でいじめのターゲットにされる、いじめられっ子体質。自己嫌悪と共に「変わりたい」と願っていた。ゴキブリを発見しただけで涙ぐんだり、本来は歌唱力も運動神経もあるのに能力を発揮できず、音痴にして運動音痴になってしまっていたりと、連載当初は弱々しい言動も目立っていた。料理は食べた者が体調を崩すほど下手。
乙女チックで、優しくお人よし。松田などのいじめに抵抗できず大人しく従ってパシリをしながら、いつか王子様が助けてくれるのではと他力本願に妄想していたが、少しずつ気の弱さを克服していく。いじめられている時に何度もかばってくれた、王子様然としたクラスメイトの猪神由貴に本編開始時は思いを寄せていたが、少しずつ八代暁名に惹かれていく。
アリサと違い、暴力的ではないが不可抗力や粛清などでパイプイスを用いて暁名や牧瀬を殴りつけたこともある。
アリサ
“河合ありさ”に元々備わっていた人格。髪を下ろしている。強気で猛々しく、かつては行く先々の学校で他の児童らを下僕（しもべ）扱いしていた。ありさとなってしまった後は5年もの間、ありさの記憶に潜んでいたが、暁名との再会を機に目覚め、周囲にその存在を知らしめることとなった。弱者には手出しをしないが、歯ごたえのある相手ならば牧瀬などの教師の大人であろうと餌食にしていた。
相手を殴る蹴る、池に突き落とす、逆さ吊りにする、爬虫類責めにするなど、かなり手酷い暴力を奮うが、ギャグタッチに描写される。集団でいびるような真似は卑怯だと嫌い、ボスになって一人でその他大勢を支配することを好む。下僕を自身の所有物として彼女なりに愛しており、下僕が他者に害されそうになると助けに入る。非常に喧嘩が強い他、およそ苦手なものがなく様々な分野で周囲を圧倒していた。強気な態度の裏で、転校を続ける日々への寂しさを隠し持っており、下僕を作るのはその場所に自分がいた証を残したいからだった。下僕たちには各自ナンバーをつけているが、順に番号を振っているわけではなく、ほとんどは語呂合わせでつけている。
小学3年生の時に島根で出会った暁名に初恋をするが、厳しい言葉で拒絶されたことで、暁名が否定した自分とは全てが正反対の人格・ありさを作り出し眠りに落ちていた。目覚めた後は、かつてと遜色ない傍若無人ないじめっ子っぷりを発揮するようになる。暁名には不意打ちをついてキスをするなどかなり積極的に迫るが、素直に恋心からくる行為には見えず、からかうように振る舞うのみ。かつて暁名に拒絶された原因が彼の飼い犬・茶々丸にあったため、茶々丸の仔で容姿がそっくりなトト丸を苦手とし、降れただけでありさに戻ってしまう。ありさでいる時の記憶を持ち合わせている。
亜理沙（ありさ）
終盤になって“河合ありさ”に一時的に発生した人格。髪を二つに分けたみつあみにし、眼鏡をかけている。
ありさが暁名から拒絶された直後に階段から落ちて意識を失い、目覚めた時に生まれた。暁名が好みの女性のタイプを聞かれ、適当に指さした女子生徒の外見がモデルにされている。丁寧語で話し、授業では優秀な振る舞いを見せた。生活に支障が出ない程度にありさやアリサの記憶を継承していながら、暁名のことだけは一切覚えておらず、彼を怖がり避ける。トト丸にふれてもありさに変わらず、ショックを受けてもアリサに変わらない。
ARISA
ありさやアリサが統合されて生まれた、最後に“河合ありさ”に定着した人格。ありさのような邪気のない可憐な笑顔を浮かべながら、アリサのような容赦のない振る舞いを行ったりと両者の特徴を併せ持つ。暁名のことをありさのように「暁名くん」と呼んだり、アリサのように「暁名ちゃん」と呼んだりして、ますます暁名を翻弄する存在となった。

### ありさと関わる者たち
八代暁名（やしろ あきな）
島根出身の少年。身長172センチメートル。小学3年生の時にアリサに下僕扱いされ、謎の手紙に導かれ復讐のためありさのクラスに転校してきた。基本的には標準語で話すが、時折島根弁が出る。右目付近に泣き黒子を持つ。小学生の時は非常に泣き虫で、「泣き虫（ナキムシ）」に数字をあてて764号とアリサから下僕ナンバーをつけられていた。泣きながらも自分より更に弱い存在である小犬を危機から救おうとする勇敢さを当時からアリサに認められていた。容姿は転校時に松田が「けっこういい感じ」、女装した際はエリカが「エリカよりキレイかも」と評していることから美少年でもあるようだ。ただ、基本的に仏頂面のことが多く、笑顔をめったに見せないため、暁名が転向してきた当初、ありさは始終にらまれていると勘違いをしていた。
どんな分野でもまるで敵うことのなかったアリサを超えて、敗北感を与えたいという復讐心を糧に努力と鍛錬を重ね、料理や勉強、スポーツなど何でも出来る文武両道の少年へと成長した。しかし、アリサには相変わらず敵わない上に、か弱く可憐なありさに対しては庇護欲と共に恋心を抱いてしまい、一人の少女の二つの人格の間で翻弄されていく。
小学生の時に捨て犬だった犬を拾い茶々丸と名付け、転校の際には茶々丸の仔であるトト丸を共に連れてきた。アリサを追うために、学期の途中で親元を離れ転校し一人暮らしをする、という中学生らしからぬ行動は当然のことながら親からは猛反発を受けたが、土下座して頼み込み成し遂げた。
頭の回転が早く、猪神の秘密にいち早く気づくなど、物語の重要な謎を追うのは主人公のありさより暁名の役目となっている。性格や言葉はぶっきらぼうだが、基本的に優しく面倒見がいいため、ありさや伊世からは何かと頼りにされやすい。
トト丸
暁名の飼い犬で、本作のマスコットキャラクター。以前から暁名に飼われていた犬・茶々丸の息子。身長34センチメートル（二本足で立った状態で）。
二頭身にデフォルメされた可愛い小犬だが、伊世が油性マジックで太眉毛を書くと、劇中アニメ『ドラゴン拳白書』の主人公さながらの戦闘力を何故か発揮する。連載当時はトト丸の必殺技の募集が読者投稿で行われた。

猪神由貴（いのがみ ゆうき）
ありさのクラスメイトの少年。女性的な美貌と柔和な物腰で、女子生徒から王子のように憧れを集め、ファンクラブまで存在する。いじめられているありさをよく助けていた。
暁名と同じく島根出身で、かつてアリサと暁名のクラスメイトであったと語るが、何故か二人の記憶には残っていない。当時は病弱で同級生の輪から外れており、厳格な親のもとで窮屈な生活をしていたため、強くて奔放なアリサに憧れ、強い執着を持っている。近藤学園に来たのも偶然ではなく、アリサの所在を調べ追って転校してきた。アリサに今も昔も気に入られている暁名を嫉妬から嫌っており、他の者には紳士的だが暁名に対してだけは刺のある態度で接する。
実は小学生の時は性別を偽り、女子児童として通学していた。そのためアリサたちには「女子のユキちゃん」の存在が薄っすらと残るのみで、「男の由貴」と結びつかなかった。また、当時アリサを無理に追って険しい道に入った結果、斜面を滑り落ち、位置から目立ちはしないものの一生残るような深い傷を耳元に負ってしまった一件から、アリサの転校直後に自身も私立の学校へと転校させられていたので、暁名とも同校生だった時期が短い。
猪神家は城のような豪邸に居を構える島根県下一の名家かつ茶道の家元であり、そのため古い風習も残っており、厄除けのために男子を15歳まで女子として育てるしきたりがあるので女として振舞っていた。また、女性特有の柔らかな動作を取得することが茶道を行う上でプラスに働くとも考えられていた。アリサに恋をするようになってから男としての自意識が強くなっていき、「病弱な女子」であるため、アリサに関わってもらえない我が身を厭っていた。中学1年生の時にアリサの定住先を突き止め、男の姿で再会したいと女装をやめ、「しきたりを破った者は災いの卦が去るまで別の土地で暮らさねばならん」という教えのもとで実家で暮らすことができない身となった。
再会した“河合ありさ”からアリサの人格が失われていたため、下僕たちに会わせればアリサを復活させられるかと思いつき下僕たちに謎の手紙を送りつけた張本人である。いじめられているありさを庇う日々のうちに彼女にも好意を持っていったが、アリサを一番に愛する気持ちは変わらなかった。
全てがアリサに発覚した後には、それまで語呂合わせでつけていたため「1号」がいなかったアリサの下僕ナンバーワンの座をもらい、同級生たちの輪に入れなかった小学生時代から前進した。
最終話では暁名が亜里沙に本当の気持ちを伝えたことに怒りをあらわにし、彼にボールをぶつけた。
『猪神家の一族』では弟の美紀貴の電話で相談している。その時は暁名を「友達（の家）」と扱っていた。
河合伊世（かわい いよ）
ありさの兄。中学3年生で15歳。ありさと容姿が似ており、男子としては発育不良気味で身長も妹と同じ158センチメートル。
不器用なありさの代わりに家事は主に彼が担当する。性格はかなり子供じみており、熱烈な愛犬家で暁名から勝手にトト丸をかかりきりである。小学生の時は島根の学校で、病弱なために同学年の遊びの輪に加われず孤立気味だった女児“ユキちゃん”の遊び相手をよくしてあげており、彼女に淡い初恋を抱いていたが、その正体が猪神由貴であることには最後まで気づかされなかった。
番外編で判明するが、かつて、暁名の飼い犬の茶々丸に「かっこよくしようと思って」と油性マジックで落書きをしたところ、描いたのはアリサだと暁名に勘違いされ、何の罪もない犬にイタズラするなんてひどい、と普段は内気な暁名を激昂させることになり、二人の関係に亀裂を入れさせてしまった。つまり伊世は、ありさの多重人格の原因を作った張本人である。

### アリサの過去に関わる者たち
暁名を始め、謎の手紙に導かれてアリサを追って転校して来た者達は、何故かほぼ全員アリサと同クラスの2年C組に転入してきている。作中でも「なんでC組にばかり」とメタなツッコミを入れられている。
菊池百太（きくち ももた）
熊本出身の少年。身長174センチメートル。謎の手紙に導かれ復讐のためありさのクラスに転校してきた。熊本弁で話す。武士を思わせる長髪を束ねた髪型をしている。同級生に「～君」付けされるのを嫌う。
小学2年生の時に剣道道場のボスだったが、アリサにあっさり負かされてボスの座を奪われプライドを破壊された上に、冷え性のため剣道着の下に履いていた古めかしい股引をからかわれ、股引だけの姿で逆さ吊りにされたことを恨んでいる。
名前と股引にちなみ、下僕ナンバーは100号。冷え性は変わらず、母親手製の桃のアップリケつき股引を愛用している。
アリサに戦いを挑んでいる最中に眉毛を落書きされたトト丸に木刀を白刃取りされ、以降はトト丸を師と崇めるようになった。また中盤以降は暁名とも打ち解けたようで共に行動する機会が多くなった。
ジュリィ / 駄沢金次（ださわ きんじ）
埼玉出身の少年。謎の手紙に導かれ復讐のためありさのクラスに転校してきた。ビジュアル系歌手で、本名など素性が明かされていないミステリアスな美形として女性からの人気が高い。プライベートでも派手な衣装を身にまとい、口調は詩的でくどい。制服は規定の物ではなく、ステージ衣装風の特注制服を着用し、校内には専用の個室が与えられるなど特別待遇を受けている。
かつては分厚い眼鏡をかけた地味でダサイ、際立って低身長な子供で、クラス中から馬鹿にされパシリにされていたところをアリサの下僕にされアリサ専用のパシリにされた。アリサからも身長の低さを揶揄され、当時の身長からそのまま取った106号という下僕ナンバーをつけられていた。
ダサイと馬鹿にしてきたアリサを見返すためにアーティストとしての地位を築いたが、身長は男子平均よりかなり低いままで、厚底のシークレットシューズで背丈をごまかしていた。アリサによってファンたちの前でそれらを暴露されるも、身長なんか関係なく好きだとナオミを始めとするファンたちに励まされ立ち直った。
そのおかげでファンにも失望されることなくアイドルは続けられたが、以降は何かとナオミとの絡みが描かれるようになり、かなり困惑している。
宮沢エリカ（みやざわ エリカ）
京都出身の少女。身長157センチメートル。謎の手紙に導かれ復讐のためありさのクラスに転校してきた。著者の過去作である『爆風シンデレラ戦線』に登場する名門お嬢様学校・白鳥女学館出身。腰まであるロングヘアが特徴的な美少女お金持ちの家の令嬢で茶道を嗜む。
上品な風に装っているが本性は自己顕示欲の強いナルシスト。その美しさから男子児童たちを統べていた小学生の頃、下僕たちを統べるアリサとはなにかと対立していた。ついには殴り合い掴み合いの大喧嘩になったが、本性をむき出しにして荒々しい京都弁で罵り言葉を吐くその姿から取り巻きの男子たちに逃げられ、全てはアリサのせいだと憎んでいる。アリサからは「やな女」に数字をあてて870号という下僕ナンバーをつけられている。復讐に失敗した後も懲りずに何かとありさの邪魔をしている。
美貌で男を惑わすことに自信を持っていたが暁名には通じず、そこに惹かれて暁名を追いかけるようになる。
一見逞しい男性のように見える女性ボディーガードのシュワルツェーネとシルヴェスターナを引き連れている。
最終的には暁名に失恋し、大ショックを受けたが最終巻の『5年後の登場人物達』のイラストを見る限り、どうやら百太と交際を始めた様子。
風祭真吾（かざまつり しんご）
栃木出身の少年。謎の手紙に導かれ復讐のためありさのクラスに転校してきた。
小学生の頃にクラス内で補助輪をつけなければ自転車に乗れないのは風祭だけだったため、そのことをアリサにひどくからかわれ「四輪」状態だからと下僕ナンバーは40000号をつけられた（4つのゼロはタイヤを表す）。アリサを見返すためにローディ姿で登場しチキンレースを挑んだが、まともにレースにも乗ってもらえず自転車の前輪に木の枝を巻き込ませ、転倒させる暴力であっさり倒された。
制服姿でもロードバイク用のヘルメットとサングラスを着用しているため、素顔は明らかにされていない。
佐藤栄作（さとう えいさく）
番外編のみに登場。高知出身の少年。謎の手紙に導かれ復讐のためありさのクラスに転校してきた。高知弁で話し、リーゼントヘアのクラシカルなヤンキースタイルで竹刀を獲物にして勝負を挑んできたが、トト丸（と精神が入れ替わっていた伊世）に倒される。
下僕ナンバーは、苗字の「さとう」に数字をあてて310号。
牧瀬陵（まきせ りょう）
岡山県の小学校でアリサのクラスに教育実習に来ていた男性理科教員。謎の手紙に導かれ復讐のためありさのクラスの副担任に就いた。登場する中で教師の下僕は彼のみである。
眼鏡をかけ長めの髪を束ねており、女子生徒からは美形だともてはやされた。マッドサイエンティストであり、実験に使うため何十匹もの犬を飼育していたが、アリサのイタズラとそれに乗じた伊世に犬を逃され、アリサを恨んでいる。伊世からは犬を実験道具扱いする人物だと思われて嫌われていたが、実際には伊世同様の強烈な愛犬家であり、「人を犬に変える」という奇想天外な実験を試みている。しかし、たまたま通りかかった猫が前述の薬をなめたら犬の鳴き声に変わったので、科学者としての腕は本物の様子。
番外編では実は以前島根にて伊世が落書きをした茶々丸に出会ったことがあり、その犬を「人面犬」と勘違いしていた。その時近くにいた暁名は不審者と勘違いし、茶々丸と逃げて行った。
小花美穂の漫画『パートナー』に登場するマッドサイエンティスト・東条光臣が彼のかつての研究仲間としてカメオ出演するが、あまりにも非現実的な研究内容のため東条にはあっさりと見限られた。アリサからは「マッキー」と呼ばれている。
下僕ナンバーは、犬が大量に出てくる映画『101匹わんちゃん』にちなみ101号。
錦琴若（にしき ことわか）
青森出身の少年。謎の手紙に導かれてありさのクラスに転校してきたのは他の下僕たちと同じだが、彼は復讐のためではなく求愛のために訪れた。そのため、下僕たちの中で唯一アリサに敵意を持っていない。
全日本中学相撲で横綱である力士で、太った体で髷を結っている。小学生の時からかなりの肥満体型で、アリサに憧れてつきまとっていたが「強い男」でなければ彼氏にしないとあしらわれたため、強さを求めて相撲の中学生部門でナンバーワンの座にまで上り詰めた。再会してみれば「強かろーがブサイクな男はキライ」とやはり嫌がられたが、厚い脂肪のおかげかアリサに暴力を奮われてもあまり効かないのでめげない。ありさの手作りケーキを食べて体調不良になり激しく痩せた際には美少年に変身するが、すぐにリバウンドして元に戻った。
下僕ナンバーは、小学生当時の体重から97号。
ケン大杉（ケン おおすぎ）
番外編のみに登場。ロサンゼルス出身の少年。謎の手紙に導かれてありさの学校へ転校してきたが、運動会でアリサと競うために他の下僕のように同じクラスではなく、A組に転入した。ところどころ「～するんダ！」など、ひらがな部分がカタカナになった独特な話し方をする。
ちなみに彼は結果的にではあるが曲りなりにも運動会の二人三脚でアリサに勝利し、（優勝したのは地道に得点を稼いだF組であるが）下僕の中では唯一彼女へのリベンジに成功したことになる。
下僕ナンバーは、モデルとなったケイン・コスギの誕生日から取って1011号。
赤兜コウジ（あかかぶと コウジ）
島根出身の少年。謎の手紙に導かれ復讐のためありさのクラスに転校してきた。暁名とも元同級生であったため知人。特撮戦隊オタクで、劇中作の『天誅戦隊ニンジャー5』を特に敬愛している。そのタイトルから取って下僕ナンバーは005号。指無し手袋を愛用している。
主人公が愛のために単身で敵の根城に乗り込み戦う作中アニメ『ドラゴン拳白書』を愛好するアリサから、「集団で一人の敵を相手にする戦隊物は卑怯なだけ」と馬鹿にされ、あげくに大切にしていたレアフィギュアをうっかりと壊されてしまい、アリサを恨んでいる。
今までどの下僕もアリサに敵わなかったのは個別に立ち向かったためだと分析し「復讐戦隊リベンジャー7」なる下僕たち（和解した人物や敵意のない琴若も含み、番外編に登場した大杉と佐藤は除く）による戦隊をつくったが、ありさは全ての性格を結合したARISAに目覚め、結局返り討ちにされた。
卑怯者と呼ばれるのを避けるため7対7のドッジボール対決を申し出た時は、リベンジャー7（男6、女1）に対しアリサ側（男2（伊代、先生）、女4（亜里沙、松田、ナオミ、松田の取り巻き）、犬1（トト丸））にハンデが大きすぎる上、アリサも事情を知らない記憶を失った亜理沙の状態であったため松田たちからも卑怯者と罵られることになった。その際ちびまる子ちゃんの藤木か俺は！』とツッコんだことがある。

### その他のクラスメイトや関係者たち
松田（まつだ）
黒のセミロングヘアの少女。当初はありさをいじめていたが、アリサに仕置きをされて以降は彼女を恐れたのも兼ね、いじめをやめた。
嫌がらせこそしなくなったものの乱暴な物言いは変わらず、「その潔い悪役っぷりけっこう好き」とアリサに評され下僕の一員扱いされつつも、ジュリィファンクラブの女の子たちによる嫌がらせからありさを助けたり、ナオミのためにジュリィのサインを貰ってきてほしいと頼む等、次第にありさとも打ち解けていった。性格が悪い者同士、エリカとは気が合わない。
ナオミ
松田らと一緒にありさをいじめていた少女だが、松田同様にアリサにこらしめられて以降はいじめをやめ、ジュリィファンの女の子たちからありさを庇う等、次第にありさと打ち解けていった。
少女漫画らしくほっそり華奢に描かれた他の少女キャラたちとは一線を画す、一人だけ妙に体格が太く、遠近感が狂うほど巨大な顔で豪腕の持ち主。「ゴリラ四方固め」を得意技とするが、アリサには通用しなかった。
ジュリィの大ファンであり、彼が身長を暴かれショックで座り込んだ時には励ましの言葉をかけ、彼を軽々とお姫様だっこした。以前からジュリィに匿名でファンレターや花束を贈り続けており、それはジュリィが芸能活動を行う上での糧ともなっていた。
最終巻の『5年後の登場人物達』のイラストでは、ジュリィの恋人発覚のスキャンダルからその想いが成就した様子。
先生
ありさ達のクラスの担任教師。本名不明。
非常に淡泊な性格をしており、メガネを着用している。成績優秀な生徒を褒める場面が多い。終盤では変わったトーンの背広を着用している。遠足でアリサと暁名が崖から落ちて行方知れずになっても集合時間を守らないことだけを気にしたり、牧瀬がありさを拘束している現場を目撃しても状況を全く把握せずに「居残り補習を行なっているだけ」と認識して帰ってしまったりとズレている部分も多い。
学園長を窘める役もしている。最終話では7対7のドッジボールのありさ側のメンバーに入れられた。
学園長
ありさ達が通う学園内でもかなり名の知れた、若手のイケメン学園長で女生徒からの人気も高い。本名不明。
出番は少ないが、主催する催し物や転校生を受け入れるなど、やりたい放題な面がある。

## 猪神家の一族
『Wピンチ!!』本編のキャラクター・猪神由貴の実家である猪神家を舞台とした短編。単行本第4巻に収録。本編より約一年後の物語で、本編キャラクターは端役として数コマ程度のみ登場する。『Wピンチ!!』本編よりも前から構想が出来上がっていた作品だという。

### あらすじ（猪神家の一族）
島根県下一の名家である猪神家には代々、男子を15歳になるまで女性として育てるという厄除けの風習があった。14歳の猪神美紀（いのがみ みき）は一見すると美少女であるが、風習のために女のふりをしている少年で実名は美紀貴（みきたか）。少年らしいガサツなところもある本来の性格を隠してたおやかに振る舞う美紀貴の代わりに、ナンパしてくる不埒な男たちを退けたりと身の回りの世話をする役目は、代々猪神家に護衛として仕える家の娘・犬飼駒子（いぬかい こまこ）の仕事だった。美紀貴が15歳になりごく普通に男として振る舞えるようになったらもう守り役はいらなくなり傍にいられなくなるかも、と不安を感じている駒子と、一刻も早く普通の男になって守られるだけの立場を脱したいと願う美紀貴は、両思いでありながらすれ違ってしまっていた。
島根が都道府県の中ではかなり地味なことを気にする猪神家の家長は、島根を日本有数の観光地にするためにテーマパークの建設を考えていた。そのための取引相手である建設会社の社長令息・松平は軟派で、美紀貴の美しさに一目惚れしてしつこく口説きにかかるようになった。今までの男たちのように駒子が乱暴に追い払うこともできない松平に言い寄られ続けるうちに、美紀貴は女装を強要される日々をますます厭うようになり、駒子との仲も更にこじれさせてしまう。

### 登場キャラクター（猪神家の一族）
猪神美紀貴（いのがみ みきたか） / 美紀（みき）
主人公。猪神家の次男で14歳。家のしきたりにより表向きは女性として振る舞い、髪も女性らしく長く伸ばしているが、性格はごく普通の少年らしい。側役としていつも一緒にいる駒子に恋をしており、彼女に大人しく守られるしかない自らの立場を嘆いている。しきたりを破って家を出た兄・由貴が駒子と親しかったことに嫉妬しつつ、自分よりもよほど女顔なのに愛を貫くためしきたりをやぶって男に戻った兄・由貴のことを「敵わない」と思っている。
犬飼駒子（いぬかい こまこ）
猪神家に代々仕える犬飼家の娘で、祖父の源三は猪神家の執事を務める。美紀貴と同じく14歳で、幼少の頃から彼の専属守役を務め、学校でも性別を偽る窮屈な生活をする美紀貴のサポートをしている。薙刀を用いて不埒者から美紀貴を守り、美しい美紀貴に仕えることを誇りとしていたが、自分の抱いている思いが主従愛だけでないことに次第に気づいていく。
本編でも祖父の源三が4巻に登場している。
松平（まつだいら）
松平建設の子息で、20歳の青年。眼鏡をかけ、派手なスーツをよく身につけている。女好きで、男と気付かずに美紀貴を気に入り、猪神家にとって重要な取引相手という立場を悪用して美紀貴に迫るようになった。美紀貴の嫌がる態度は穏便なものの明らかであるが、全く意に介さない。
終盤、駒子の薙刀で髪を切り覚悟を決めた美紀貴を見て麻貴にそっくりだと気付き、今度は麻貴に惚れ込む。
猪神麻貴（いのがみ まき）
猪神家の長女で三姉弟の長子、17歳。美紀貴とは、髪（美紀貴は黒っぽいロングヘア、麻貴は白いショートヘア）を除けば顔だちが瓜二つ。本当は男である弟達の方が何故か男受けがよく、本物の女なのに冷遇され気味であるからと、なにかと弟達に冷たい。嫌がらせとして、母に乗じて美紀貴と松平の仲を取り持とうと画策した。
最終的には、美紀貴が髪を切った姿を松平が目撃したことで『麻貴さんが髪を伸ばせば元の美紀さんのようになる』と彼に乗り換えられてしまう羽目になった。
猪神家の父、母
しきたりという訳では無いようだが、なぜかお面で顔を隠しており、占いが趣味の影のうすい父。その占いにより、一家安泰のため、美紀貴と松平の仲を取り持とうと画策した母。
最終的には、美紀貴が髪を切った姿を松平が目撃したことで『麻貴さんが髪を伸ばせば元の美紀さんのようになる』と知り今度は麻貴との仲取り持とうと画策する。

## 劇中作
ドラゴン拳白書（ドラゴンけんはくしょ）
主人公のケンタロウが、恋人のゆりあんを救うべく、「ドラゴン龍星拳（りゅうせいけん）」をはじめとする数多くの必殺技で、宿敵・餓王（がおう）との戦いに挑む物語。
アリサと伊世が幼少の頃に好きだったアニメで、アリサはこのアニメの必殺技を真似て戦いに出ることが多く、ありさも時折必殺技を真似ることが多い。また、トト丸も太眉毛を書かれることで、ケンタロウさながらの戦闘力を発揮する。
天誅戦隊ニンジャー5（てんちゅうせんたいニンジャーファイブ）
赤兜が敬愛している特撮ヒーロー番組。
しかし、主人公が愛のために単身で敵に戦いを挑む『ドラゴン拳白書』のファンであるアリサは、「集団で一人の敵を相手にする戦隊物は卑怯なだけ」と馬鹿にしており、戦隊ヒーローを快く思っていない模様。

## 書誌情報
- 亜月亮 『Wピンチ!!』 集英社<りぼんマスコットコミックス>、全4巻
  1. 2000年7月19日発売 ISBN 4-08-856217-8
  2. 2000年12月16日発売 ISBN 4-08-856245-3
  3. 2001年4月18日発売 ISBN 4-08-856275-5
  4. 2001年8月12日発売 ISBN 4-08-856305-0